# Santo Antônio do Jacinto
Santo Antônio do Jacinto is een gemeente in de Braziliaanse deelstaat Minas Gerais. De gemeente telt 11.458 inwoners (schatting 2009).

## Aangrenzende gemeenten
De gemeente grenst aan Jacinto, Palmópolis, Rubim, Santa Maria do Salto en Guaratinga (BA).

## Geboren
- Farley Vieira Rosa (1994), voetballer